# 青森県道202号碇ケ関大鰐停車場線
青森県道202号碇ケ関大鰐停車場線（あおもりけんどう202ごう いかりがせきおおわにていしゃじょうせん）は、青森県平川市から南津軽郡大鰐町に至る一般県道である。

## 概要
道の駅いかりがせき付近の国道7号から分岐し、JR奥羽本線と交差して南西方向に進む。大鰐町に入ると島田川・虹貝川に並行し北西または北方向に進む。大鰐温泉スキー場を過ぎてJR奥羽本線大鰐温泉駅・弘南鉄道大鰐線大鰐駅に至る。

### 路線データ
以下は青森県例規集に収録されているデータである。
- 起点 : 平川市碇ケ関（国道7号交点）
- 終点 : 大鰐停車場（大鰐温泉駅）

## 歴史
- 1961年（昭和36年）2月10日 - 県道に認定される[1]。

## 路線状況

### 道路施設
- 道の駅いかりがせき（登録は国道7号）

## 地理

### 通過する自治体
- 平川市 - 南津軽郡大鰐町

### 交差する道路
- 国道7号（平川市碇ヶ関碇石、起点）
  - 青森県道237号碇ケ関停車場線 - 国道7号からの間接接続
- 青森県道201号蔵館大鰐線 バイパス（南津軽郡大鰐町虹貝）
- 青森県道201号蔵館大鰐線（南津軽郡大鰐町大鰐）
- 青森県道198号大鰐停車場線（南津軽郡大鰐町大鰐、終点）

### 沿線の施設など
- JR奥羽本線 碇ケ関駅
- 大鰐温泉スキー場
- 大鰐町立大鰐小学校
- 青森みちのく銀行 大鰐支店
- JR奥羽本線 大鰐温泉駅
- 弘南鉄道大鰐線 大鰐駅（南口）